# CP-93129
CP-93129は、強力かつ選択的なセロトニン5-HT1B受容体アゴニストとして作用する薬物であり、密接に関連する5-HT1Dおよび5-HT1A受容体に対して約150倍および200倍の選択性を有する。脳の5-HT1B受容体、特に他の神経伝達物質の放出を調節する役割の研究に使用される。